# Matúš Kozáčik
Matúš Kozáčik, född 27 december 1983 i Dolný Kubín, är en slovakisk fotbollsmålvakt som spelar för den tjeckiska klubben Viktoria Plzeň och Slovakiens fotbollslandslag. Han var uttagen i Slovakiens trupp vid fotbolls-EM 2016. 